# Baffin-Sud
Pour les articles homonymes, voir Baffin.
Circonscription électorale territoriale du Canada
Baffin-Sud est une circonscription électorale territoriale canadienne de l'Assemblée législative du Nunavut.
La circonscription correspond à la communauté du Cape Dorset et Kimmirut. 
Tous les candidats sont indépendants étant donné qu'il n'y a aucun parti politique à l'Assemblée législative du Nunavut.

## Résultats des élections
| Élections générales du Nunavut de 1999 |                             |      |         |
|                                        | Nom                         | Vote | %       |
|                                        | Olayuk Akesuk               | 368  | 53,18 % |
|                                        | Goo Arlooktoo               | 232  | 33,53 % |
|                                        | Mathew Saveakjuk            | 92   | 13,29 % |
| Total des bulletins valides            | Total des bulletins valides | 692  | 100%    |

| Élections générales du Nunavut de 2004 |                             |      |         |
|                                        | Nom                         | Vote | %       |
|                                        | Olayuk Akesuk               | 300  | 58,94 % |
|                                        | Martha Lyta                 | 110  | 21,61 % |
|                                        | Malicktoo Lyta              | 99   | 19,45 % |
| Total des bulletins valides            | Total des bulletins valides | 509  | 100%    |

| Élection partielle du 3 novembre 2008 |                             |      |        |
|                                       | Nom                         | Vote | %      |
|                                       | Fred Schell                 | 203  | 39,6 % |
|                                       | Adamie Nuna                 | 118  | 23 %   |
|                                       | Joannie Ikkidluak           | 116  | 22,7 % |
|                                       | Zeke Ejesiak                | 72   | 14,1 % |
| Total des bulletins valides           | Total des bulletins valides | 509  | 100%   |

| Élections générales du Nunavut de 2008 |                                                                                                 |      |      |
|                                        | Nom                                                                                             | Vote | %    |
|                                        | Faute de candidats à cette élection générale, une élection partielle est annoncée le 3 novembre |      | %    |
| Total des bulletins valides            | Total des bulletins valides                                                                     | ?    | 100% |

## Annexe